# Challenger de Francavilla al Mare 2023
El torneo Internazionali di Tennis d'Abruzzo 2023 fue un torneo de tenis perteneció al ATP Challenger Tour 2023 en la categoría Challenger 75. Se trató de la 5.ª edición; el torneo tuvo lugar en la ciudad de Francavilla al Mare (Italia), desde el 8 hasta el 14 de mayo de 2023 sobre pista de tierra batida al aire libre.

## Jugadores participantes del cuadro de individuales
| Favorito | País                      | Jugador                   | Rank1 | Posición en el torneo |
| -------- | ------------------------- | ------------------------- | ----- | --------------------- |
| 1        | Bandera del Reino Unido   | Liam Broady               | 136   | Baja                  |
| 2        | Bandera de Argentina      | Thiago Agustín Tirante    | 151   | Cuartos de final      |
| 3        | Bandera de Chile          | Alejandro Tabilo          | 154   | CAMPEÓN               |
| 4        | Bandera de Francia        | Benoît Paire              | 161   | FINAL                 |
| 5        | Bandera de Bélgica        | Kimmer Coppejans          | 178   | Cuartos de final      |
| 6        | Bandera de Bulgaria       | Dimitar Kuzmanov          | 191   | Segunda ronda         |
| 7        | Bandera de Rumania        | Nicholas David Ionel      | 202   | Semifinales           |
| 8        | Bandera de Estados Unidos | Nicolas Moreno de Alboran | 205   | Segunda ronda         |
| 9        | Bandera de Bélgica        | Raphaël Collignon         | 211   | Cuartos de final      |

- 1 Se ha tomado en cuenta el ranking del 24 de abril de 2023.

### Otros participantes
Los siguientes jugadores recibieron una invitación (wild card), por lo tanto ingresan directamente al cuadro principal (WC):
- Gabriele Piraino
- Fausto Tabacco
- Giorgio Tabacco

Los siguientes jugadores ingresan al cuadro principal tras disputar el cuadro clasificatorio (Q):
- Duje Ajduković
- Andrea Arnaboldi
- Moez Echargui
- Giovanni Fonio
- Edoardo Lavagno
- Stefano Travaglia

## Campeones

### Individual Masculino
- Alejandro Tabilo derrotó en la final a  Benoît Paire, 6–1, 7–5

### Dobles Masculino
- Nicolás Barrientos /  Ariel Behar derrotaron en la final a  Sander Arends /  Petros Tsitsipas, 7–6(1), 3–6, [10–6]